# قزانقرة (بيرتاج)
قزانقرة (بالفارسية: قزانقره) هي قرية تقع في إيران في قسم بیرتاج الريفي. يقدر عدد سكانها بـ 370 نسمة بحسب إحصاء 2016.